# Santiago Giraldo Sueldo
Santiago Giraldo Sueldo (* Putina, 27 de julio de 1850 - † Lima, 6 de octubre de 1929) fue un abogado defensor del campesinado peruano.

## Biografía
Santiago Giraldo fue hijo de José Aniceto Giraldo y Tadea Sueldo. Llevó a cabo sus estudios primarios en su pueblo natal Putina y cursó educación secundaria en el Seminario de San Ambrosio, en Puno. Estudió jurisprudencia en la Universidad de Arequipa, se recibió como abogado en 1877.
Alternó el ejercicio profesional con la edición de El Tribuno. En julio de 1880 fue nombrado Secretario de la Prefectura y asumió también la redacción de El Registro Oficial del Departamento de Puno; pasando con igual cargo a Moquegua. Al cesar en estas funciones, volvió a Puno; y, con sus ganancias profesionales, viajó a Europa y Estados Unidos. 
Fue elegido diputado por la provincia de Huancané por el periodo de 1895 - 1900, se distinguió por la solidez doctrinaria de sus intervenciones; defendió los fueros parlamentarios, y adelantándose a reclamar la jornada de ocho horas, así como el derecho de huelga, fue defensor de la clase campesina, además de historiador y maestro. Durante sus últimos años se consagró a la abogacía. 

## Obras
- Breves consideraciones sobre las épocas de la historia política del Perú, desde la independencia hasta nuestros días”  1876
- Bolívar
- Consideraciones sobre la historia del Perú”  1888